# Comune di Pagėgiai
Il comune di Pagėgiai è uno dei 60 comuni della Lituania, situato nella regione della Lituania minore.